# Gabriella Klintred
Ulla Gabriella Klintred, född 13 oktober 1963 i Landala i Göteborg, är en svensk bildkonstnär och författare. Hon är mångsysslare och skriver och illustrerar sina egna böcker. Hon har arbetat med film, teater, radioteater och skulptur. Klintred skriver även andra sorters texter, bland annat i Gyllenkrokens tidskrift Svingeln.
Våren 2017 publicerades Klintreds första förlagsutgivna egna bok, She's My Baby.

## Biografi
Gabriella Klintred växte upp i en lantlig miljö söder om Göteborg (Årekärr utanför Billdal). I vuxen ålder flyttade hon in till Göteborg.

### Konstverksamhet
Klintreds ofta mer eller mindre abstrakta verk har hämtat inspiration från naturen och naturens kretslopp Konstverken har återkommande varit utställda i bibliotek och andra utställningslokaler i och omkring Göteborg. Hennes bok- och textproduktion med SF-anknytning har i första hand givits ut inom ramen för aktivitetshuset och stiftelsen Gyllenkroken.
Teaterpjäsen Röster sattes år 2001 upp på Teater Uno (vid Drottningtorget i Göteborg), som slutpunkten på ett treårigt samarbetsprojekt mellan teatern och Gyllenkroken. Till pjäsen skrev Klintred olika inslag, bland annat texten "Lagar" vilken hon även läste upp på scen. Senare blev Röster även en radiopjäs (P1).
September 2005 invigdes på Östra sjukhuset i Göteborg ett antal skulpturer som skapats i Projekt Form på Gyllenkroken. I projektet, som stöddes med ett bidrag på 1,5 miljoner kronor från Allmänna Arvsfonden, bidrog Klintred med stenskulpturen "Regnvattenkällan". 2005 satt Gabriella Klintred även med i juryn för Schizofreniförbundets novelltävling.

### Film och skrivande
2008 arbetade Klintred med svartvita bilder till Andja Arnebäcks film Walborgs ungar. Flera av hennes bilder användes till Marcus Johanssons animerade sekvenser i filmen.
2011 producerade Gabriella Klintred tillsammans Dan Ying kortfilmen Jag – Päronträd. Den var baserad på Gabriellas bok med samma namn, en berättelse om en besjälad natur i hennes uppväxtmiljö i Årekärr. Vintern 2011/2012 arbetade hon med tonsättningen av CD-produktionen efter hennes diktsamling Funderingar om kärlek.
Våren 2017 publicerade det göteborgska bokförlaget Megamanus Klintreds She's my baby (tidigare i egenutgiven utgåva). Boken innehåller filosoferingar omkring det normala kontra det onormala hos människan. Förlaget gav 2024 ut en nyutgåva av den tidigare egenutgivna Jag – Päronträd.

### Övriga aktiviteter
Klintred är aktiv som företrädare för personer med erfarenhet av psykisk sjukdom. Hon håller ibland föreläsningar inom psykiatri, i ämnet vad som är sjukt, vad som är friskt.
Gabriella Klintred är även trummis på hobbybasis.

## Produktion

### Utställningar (urval)
- 2010 (augusti) – "Jag Päronträd", Biskopsgårdens bibliotek
- 2011 (9 april–7 maj) – "Jag Päronträd", Blå Stället, Angered[2]
- 2011 (september) – "She's My Baby", Inre rum (Stiftelsen Gyllenkroken) – onlineutställning[12]
- 2012 (april) – "Av hjärtans fröjd", Biskopsgårdens bibliotek[13]

### TV och video
- 2011 – Jag, päronträd, Öppna Kanalen Göteborg, 4 juli 2011 (1945–20.00)[15]
- 2015 – Sagan om den röda flugsvampen[16] (text och bild av Gabriella Klinted, klipp och musiksättning av Dan Ying)